# Quantenpunkt-Solarzelle

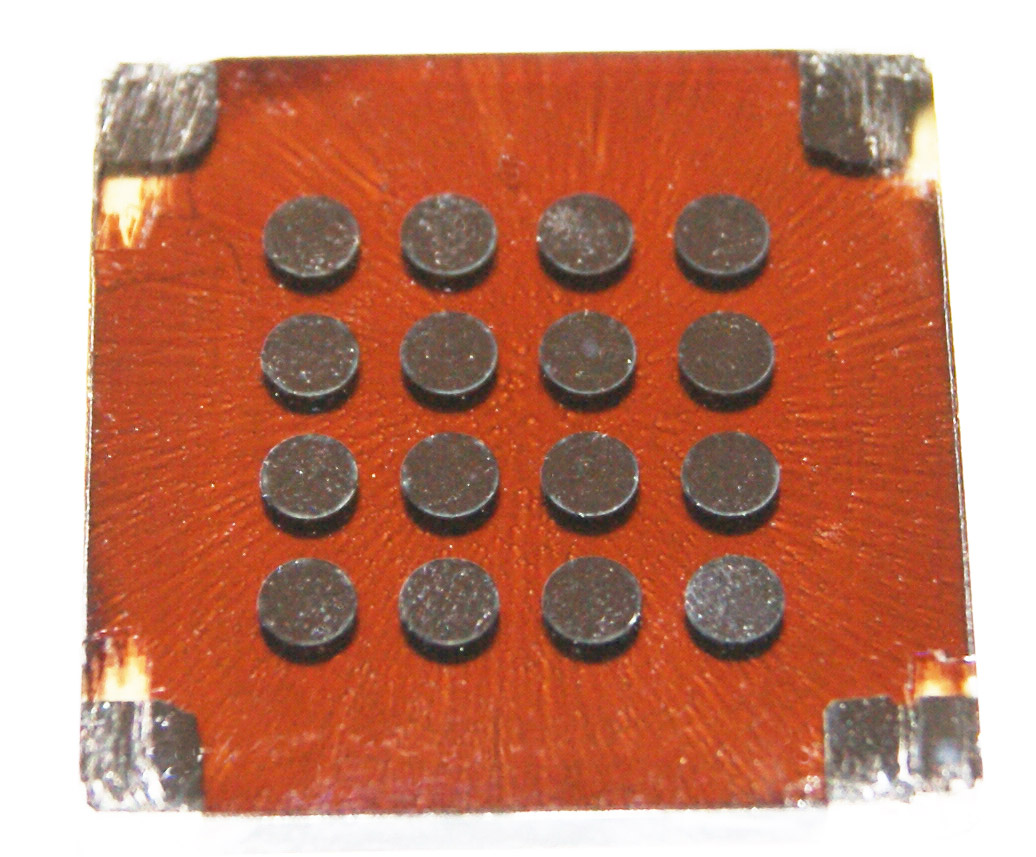
Quantenpunkt-Solarzelle

Eine Quantenpunkt-Solarzelle ist eine Solarzelle, welche Quantenpunkte nutzt. In der Herstellung lassen sich die Partikel ähnlich auf Oberflächen aufbringen wie ein Farbstoff. Prototypen in Form einer Doppelschichtsolarzelle aus lichtabsorbierenden Nanopartikeln werden mit Stand 2014 an der University of Toronto sowie am Berkeley Lab und der University of California, Berkeley entwickelt. Ein unter Laborbedingungen im Juli 2016 erreichter Wirkungsgrad betrug 10,6 %.